# Parahormius nitidus
Parahormius nitidus är en stekelart som beskrevs av Sergey A. Belokobylskij 1988. Parahormius nitidus ingår i släktet Parahormius och familjen bracksteklar. Inga underarter finns listade i Catalogue of Life.